# رحيم آوه

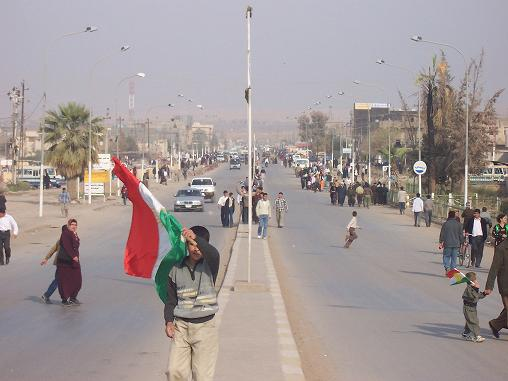
حي رحيم آوة خلال أنتخابات مجلس النواب العراقي في كانون الثاني 2005

رحيم آوه أحد الأحياء السكنية في مدينة كركوك في شمال العراق. تقطنها أغلبة ساحقة كردية مع تواجد لعوائل مسيحية آثوريية وكلدانية. يوجد بها سوق شعبي بنفس الاسم.
وتقع هذه المحلة على طريق كركوك أربيل وينتهي جانبه الشرقي ببعض التلال والوديان الضيقة والأكثرية المطلقة كوردية مع وجود بعض العوائل التركمانية والآشورية وعائلتين من الصابئة وقد اشتهر سابقا بوجود كراج مصلحة نقل الركاب فيه ولحق بعد ذلك ببناء معمل الكولا من دون أن يستفاد منه أهل المحلة بتاتاً وذلك لاعتماد حزب البعث العربي الاشتراكي في جلب وتشغيل العرب وفيه معامل عدة للثلج وتواجد في قلب المحلة مركزاً للشرطة أصبح لاحقا مركزاً لمكافحة الأجرام (السيئة الصيت). وكان بها بناية كبيرة لحزب البعث (فرقة ميسلون الحزبية). وفي مقابل المحلة تم بناء دور للعمال العرب الوافدين لتشغيل معمل الكولا وتوسع الرقعة السكانية للمحلة حتى لامس جانبه الغربي خزانات الماء فوق تلال تبة وامتد جنوبا ليشمل منطقة جامع إخوان وقد تم تبديل اسم المحلة ليكون حي الأندلس … ولكن بعد سقوط النظام العراقي البعثي في نيسان 2004 تبدلت بعض ملامحها، حيث رجعت تسميتها الرسمية إلى حي رحيم آوه وأصبحت بناية الفرقة الحزبية مركزا جديدا للشرطة العراقية.